# Eduardo Carlos Pereira
Eduardo Carlos Pereira de Magalhães nasceu em Caldas, Minas Gerais, no dia 8 de novembro de 1855, foi um ministro evangélico presbiteriano, professor, gramático, escritor e um dos mais importantes líderes do movimento protestante brasileiro do final do século XIX.
Fundador da Igreja Presbiteriana Independente do Brasil (31.07.1903), primeira denominação Evangélico brasileira.
Casou-se com D. Luisa Pereira e teve dois filhos - Carlos Pereira de Magalhães, o primogênito, que se casou com D. Gertrudes Barros Pereira de Magalhães e Leonor de Magalhães Stuart, que se casou com Charles Stuart.

## Biografia
O pai de Carlos Pereira era farmacêutico e com ele foi aprendiz de farmácia, sua mãe era professora e com ela aprendeu as primeiras letras. Foram com os professores enviados para Caldas pelo Imperador D. Pedro II, que ele veio a ter a oportunidade de aprender o latim e o francês.
Quando adolescente deseja estudar na Academia de Direito de São Paulo, para isso, logo cedo foi morar em Araraquara (cidade do interior paulista) e matriculou-se no Colégio Ipiranga. Quando esse colégio modou para a cidade de Campinas no ano de 1873, Carlos Pereira também acompanhou sua mudança indo para lá. Em Campinas conheceu o missionário presbiteriano George Morton e com ele manteve conversas sobre vários pontos da religião cristã. Em 1874, aos 18 anos de idade se preparava para ingressar na Academia de Direito de São Paulo, então, mudou-se para a capital paulista e passou a lecionar latim e português. O missionário George Morton recomendou ao jovem professor que ao chegar em São Paulo procurasse o Rev. George. W. Chamberlain, que na ocasião era pastor da Primeira Igreja Presbiteriana de São Paulo, situada à rua 24 de maio e, foi exatamente o que fez.
Em 1875, aos 19 anos, já frequentando a Primeira Igreja, fez sua pública profissão de fé perante o Rev. Chamberlain e neste mesmo tempo chegou a matricular-se na Academia de Direito, porém, o Rev. Chamberlain exerceu grande influência para que o jovem tomasse outros rumos. Foi assim que Carlos Pereira abdicou de seu projeto inicial de seguir a carreira jurídica e no dia 14 de agosto de 1875 abraçou os estudos teológicos. Teve como professores/tutores os Reverendos Chamberlain e John Beatty Howeel. Em 1880, após quatro anos de estudos, obteve sua licenciatura para o ministério da Palavra. Neste período conheceu e casou-se com Louise D’Alliges Lauper, que após o casamento passou a se chamar Luíza Pereira de Magalhães.
Também atuou como missionário na cidade de Lorena, interior paulista, mas foi de forma breve, pois logo que ordenado pastor presbiteriano ao ministério da Palavra e dos Sacramentos o Rev. Carlos Pereira empreendeu viagens a outras cidades do interior de São Paulo. Em 1883 dirigiu-se à cidade de Campanha, interior de Minas Gerais onde ali estabeleceu uma igreja a qual foi pastor por quase seis anos.
O período em que esteve distante, tanto da capital do império como da cidade de São Paulo, não o impediu de exercer grande influência nos círculos protestantes e nas discussões do momento. Foi nessa cidade interiorana que ele criou a Sociedade Brasileira de Tratados Evangélicos, que tinha como alvo a produção de literatura cristã para a evangelização nacional, também fundou em 1887 o jornal Revista das Missões Nacionais que tratava de questões internas da denominação. A finalidade dos dois novos meios de comunicação era: produzir materiais evangelísticos que abordassem com mais precisão a relação entre a igreja e o contexto social brasileiro e a emancipação econômica da igreja.
Em 1888 o Rev. Carlos Pereira foi eleito pastor da Primeira Igreja Presbiteriana de São Paulo, com isso, aos trinta e dois anos de idade foi empossado pastor de uma das mais importantes igrejas protestantes do Brasil, contando com grande comprometimento da igreja.
Em 1893 o Rev. Carlos Pereira fundou o jornal evangélico O Estandarte, sucessor do primeiro jornal evangélico impresso no Brasil  fundado pelo Rev. Ashbel Green Simonton de nome A Imprensa Evangélica.
Ele também exerceu interinamente, durante um ano, a função de diretor do Ginásio de São Paulo e também atuou como jornalista colaborador junto aos jornais seculares, O Estado de S. Paulo (1907-1910) e Correio Paulistano, quando contribuiu com diversos artigos para esses jornais.
No ano de 1922 já cansado pelos embates da vida e com traços de tristeza pela perda da esposa em 1921, obteve licença do pastorado da 1.ª Igreja, saiu do Brasil em abril de 1922, onde esteve na Europa e Estados Unidos, regressou em janeiro de 1923, quando em março do mesmo ano, aos 68 anos, faleceu.

## Ideais
O seu desejo era ver uma igreja brasileira, comprometida e sustentando os próprios projetos, andando por meio de seus próprios recursos. Para ele, a Igreja Presbiteriana do Brasil deveria responsabilizar-se com a evangelização no país e, para isso, campanhas de arrecadação eram necessárias para o sustento dos pastores nacionais, evangelistas e professores dos seminários. A partir dessas iniciativas ele estabelece seu ideal de independência das missões estrangeiras e também começa a se destacar nas questões sociais do período. Neste sentido foi um dos mais importantes líderes do movimento protestante de seu tempo, tendo a concretização de parte seus projetos em 1903, quando foi o principal articulador na organização da Igreja Presbiteriana Independente do Brasil, alcançando assim a autonomia eclesiástica tão desejada.
Também foi num dos folhetos da Sociedade Brasileira de Tratados Evangélicos que o Rev. Carlos Pereira pronunciou-se claramente contra a escravidão no Brasil, o título do folheto era: A religião christã em suas relações com a escravidão. Neste artigo ele opõe-se claramente ao escravismo dos presbiterianos da Missão Sul dos EUA, defensores por meio de uma hermenêutica bíblica de tal sistema, também defendido por alguns missionários do Norte dos EUA.

## Obras
Em 24 de dezembro de 1894 foi nomeado para a primeira cadeira de português do Ginásio da Capital, onde exerceu o magistério até a sua morte em 1923. Tendo produzido nesse período as suas principais obras linguísticas:
- Gramática Expositiva – curso superior (1907),
- Gramática Expositiva – curso elementar (1908).[6]
- Gramática Histórica (1916).

Foi grande a aceitação destas gramáticas: a primeira teve 96 edições; a segunda 153 edições e a terceira 10 edições.
Outras obras:
- Questões de Filologia (1908)
- A Maçonaria e a Igreja Cristã
- O Protestantismo é uma Nulidade
- O Problema Religioso na América Latina (1920)